# Зуево (Торопецкий район)
Зуево — деревня в Торопецком районе Тверской области России. Входит в состав Скворцовского сельского поселения.

## История

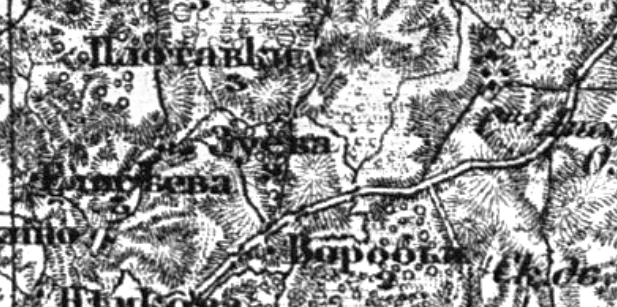
Окрестности деревни на топографической карте 19 века

Деревня впервые упоминается под названием Зуева на топографической карте Фёдора Шуберта 1861—1901 годов. Имела 3 двора.
В списке населённых мест Псковской губернии за 1885 год значится деревня Зуево (№ 13440). Располагалась при колодце в 28 верстах от уездного города. Входила в состав Плотиченской волости Торопецкого уезда. Имела 7 дворов и 28 жителей.
На карте РККА 1923—1941 годов обозначена деревня Зуева. Имела 18 дворов.
До 2005 года деревня входила в состав ныне упразднённого Пятницкого сельского округа. С 2005 года входит в состав Скворцовского сельского поселения.

## География
Деревня расположена в юго-западной части района, расстояние до Торопца составляет 30 километров. На востоке находится деревня Воробьи, на западе — деревня Соколихино.
Климат
Деревня, как и весь район, относится к умеренному поясу северного полушария и находится в области переходного климата от океанического к материковому. Лето с температурным режимом +15…+20 °С (днём +20…+25 °С), зима умеренно-морозная −10…−15 °С; при вторжении арктических воздушных масс до −30…−40 °С.
Среднегодовая скорость ветра 3,5—4,2 метра в секунду.

## Население
| 2010 |
| ---- |
| 9    |

Национальный состав
Согласно результатам переписи 2002 года, в национальной структуре населения русские составляли 93 % от жителей.